# Projeto Candigno
O Projeto Candigno ou Projecto Condigno (Project Condign, no título original) foi um estudo secreto sobre OVNIs feito pela Equipe de Inteligência do Ministério da Defesa (MoD) do governo britânico, entre 1997 e 2000.
Os resultados do Projeto Candigno foram compilados num documento de 400 páginas intitulado "Unidentified Aerial Phenomena in the UK Air Defence Region" (Fenómenos Aéreos Não Identificados na Região de Defesa Aérea do Reino Unido), que incluiu cerca de 10.000 avistamentos e relatórios recolhidos pela DI55, uma secção da Direcção de Inteligência Científica e Técnica (DSTI) do Departamento de Inteligência da Defesa (DIS). O relatório foi concluído em 2000, indicando que não foram encontradas evidências de que os fenômenos aéreos observados são "hostis ou sob qualquer forma de controle", o que deu ao DI55 os fundamentos necessários para não mais aceitar relatos de avistamentos. A seguir o DI55  destruiu os arquivos nos quais o relatório se baseava, e também a base de dados que eles haviam coletado para análise.
O relatório foi tornado público em 15 de Maio de 2006, após um pedido de setembro de 2005, baseado na Lei da Liberdade de Informação, pelos investigadores de OVNIs, David Clarke, e Andy Roberts. A autoria do relatório não foi tornada pública. O relatório afirmava que a  existência de OVNIs era "indiscutível", mas que nenhuma evidência foi encontrada sugerindo que estes seriam hostis ou que realizassem movimentos controlados.
Clarke e Roberts revelaram esta descoberta aos meios de informação em maio de 2006, e pouco tempo depois, o MoD colocou uma cópia do relatório inteiro no seu sítio oficial.